# Gueorgui Vinogradov
Pour les articles homonymes, voir Vinogradov.
Gueorgui Pavlovitch Vinogradov (en russe : Гео́ргий Па́влович Виногра́дов), né le 16 novembre 1908 à Kazan et décédé le 11 novembre 1980 à Moscou, est un chanteur soviétique, un ténor lyrique dont la carrière atteint son sommet dans les années d'après-guerre.

## Biographie
Sa carrière à la radio commence en 1937. Gueorgui Vinogradov est l'un des premiers interprètes de la célèbre chanson Katioucha de Mikhaïl Issakovski et Matveï Blanter. Il interprète également les tangos d'Efim Rosenfeld (ru) J'aime (Люблю) et Mon bonheur (Счастье моё) qui sortiront sur vinyle en 1939.

### Source
- (en) Cet article est partiellement ou en totalité issu de l’article de Wikipédia en anglais intitulé « Georgi Vinogradov » (voir la liste des auteurs).